# Regne de Dambadeniya
El Regne de Dambadeniya fou un regne medieval en el que avui és Sri Lanka. Els seus governants van regnar de 1220 a 1345.

## Història

### Fundació
El primer rei que va escollir Dambadeniya com la seva capital fou Vijayabahu III. Fou capaç de unificar a les comunitats budistes (sangha) que havien fugit en diverses direccions a causa de les activitats hostils del rei invasor Kalinga Magha i va aconseguir celebrar una convenció budista el 1226 per portar la pau entre el clergat budista.
Parakramabahu II fou el rei que va heretar el tron després de Vijayabahu III. Va ser considerat un geni, un gran poeta i un prolífic escriptor. Entre els llibres va escriure Kausilumina, el qual és considerat una peça principal de la literatura. La unificació dels tres regnes que existien a Sri Lanka en aquell temps és considerat el seu èxit més gran.
Bosath Vijayabahu, fill gran de Parakramabahu II fou coronat el 1270. Fou conegut pel seu comportament modest i per les seves activitats religioses. Va ser mort en el segon any del seu regnat per un ministre de nom Miththa.
Després de la mort del seu germà gran Vijayabahu IV, Bhuvanekabahu I, com a més pròxim dins línia al tron, va canviar la capital a Yapahuwa per raons de seguretat. Va seguir el camí del seu pare com a escriptor i va continuar amb les activitats religioses començades pel seu germà Vijayabahu IV.

### Govern a Yapahuwa
Després del assassinat de Vijayabahu IV, el seu germà esdevingué rei després d'una sèrie de conflictes amb diversos generals dissidents i fou coronat com Bhuvanekabahu I. Va considerar Dambadeniya insegura i va traslladar la capital a Yapahuwa una fortalesa a la roca que va esdevenir la seva residència permanent. Yapahuwa va servir com capital de Sri Lanka en la darrera part del segle xiii (1273–1284). Construït en un enorme roca de 90 metres d'altura i en l'estil de la fortalesa de Sigiriya, Yapahuwa era un palau i una plaça forta militar contra invasors estrangers.
El palau i la fortalesa van ser construïts per Buvanekabahu I (1272–1284) en l'any 1273. Moltes restes de batalles antigues encara poden ser vistes, mentre una escala ornamental és la seva peça d'espectacle més gran. Sobre la rock hi ha les restes d'un stupa, un arbre Bodhi en un recinte tancat i una cova de refugi a la roca utilitzada per monjos budistes, indicant que anteriorment aquest lloc va ser utilitzat com a monestir budista, igual que altres turons de l'àrea. Hi ha diverses coves a la base de la roca. Dins una d'elles i ha un santuari amb imatges de Buda. Una cova té una inscripció en escriptura brahmi.
A la base del sud de la roca hi ha una fortificació amb dos rases i muralles. En aquest recinte hi ha les restes d'un nombre d'edificis incloent-hi un santuari o capella budista. Hi ha també un temple budista anomenat Yapawwa Rajamaha Vihara construït durant el període de Kandy.
La relíquia del Dent de Buda va ser portada a Dambadeniya i mantinguda en el Temple del Dent construït per tal propòsit dalt de tot de la tercera escala. La relíquia va ser portada del temple cap a l'Índia del sud pels Pandya, i llavors recuperada el 1288 per Parakkramabahu III (1287–1293), qui temporalment la va col·locar de manera segura a Polonnaruwa.
Yapahuwa fou una de les capitals efímeres de Sri Lanka medieval. La ciutadella de Yapahuwa es troba a mig camí entre Matara i Galle i va ser construït al voltant d'una roca de granit enorme que augmenta abruptament gairebé cent metres per sobre de la plana circumdant.
El 1272 Bhuvenakabahu I va transferir la capital a Polonnaruwa des de Yapahuwa, quan enfrontava les invasions dravídiques des de l'Índia del sud, emportant-se la Relíquia de la Dent Sagrada amb ell. Després de la mort de Bhuvenakabahu el 1284, els Pandya de l'Índia del sud van envair Sri Lanka altre cop i van aconseguir capturar la relíquia de la Dent Sagrada. Després de la seva captura, Yapahuwa fou en gran part abandonada i habitada per monjos budistes i ascetas religiosos.

### Govern a Polonnaruwa
Parakramabahu III que era fill de Vijayabahu III i net de Parakramabahu II esdevingué rei a Polonnaruwa. Va intentar recuperar la dent sagrada establint relacions diplomàtiques amb el regne Pandya. Va tenir èxit i va recuperar la dent que va albergar en el temple del Dent a Polonnaruwa. El rei va morir el 1303, després de regnar cinc anys.

### Govern a Kurunagala
Bhuvanekabahu II, fill de Bhuvanekabahu I, va succeir al seu cosí el 1303 i va canviar la capital a la propera Kurunegala on va governar per dos anys fins a la seva mort el 1305.
Kurunegala fou la ciutat capital de Sri Lanka de 1300 a 1341després del període de Yapahuwa. Kurunegala, capital del districte de Kurunegala i de la província moderna de Wayamba, va ser utilitzat com a capital reial per al voltant de mig segle amb cinc reis de la dinastia singalesa.
El primer governant fou Buvanekabahu II (1293–1302) el fill de Buvanekabahu I de Yapahuwa i cosí del rei Parakramabahu III de Polonnaruwa. Sigui va seguir no molt de temps després el seu fill Parakramabahu IV (1302–1326). Parakramabahu no només va traduïtr els contes budistes de Jataka al sinhala, sinó que també va encarregar construir un nombre de temples entre els quals el Alutnuwara Dewale al districte de Kegalla. No se sap gaire cosa sobre el seu successor Bhuvanaikabahu III que va governar per 9 anys i tampoc sobre el dos governants següents Vijayabâhu V i Bhuvanaikabâhu IV ni la raó per què la capital fou després moguda un altre cop. Però sabem que el germà de Bhuvanaikabâhu IV, el rei Parâkkamabâhu V, va començar el seu regnat amb seu a Gampola (1344–1408).
Kurunegala fou coneguda com a Hasthishailyapura i (en alguna literatura) com l'Athugalpura (Ethagala). És la "ciutat de la roca d'elefant" que és una traducció literal i és tan anomenat a causa de la forma d'un elefant gran de la roca que decora el paisatge. Igual que altres roques grans la llegenda relata com les roques es van originar quan es van transformar els animals en pedra: Una vegada, fa molt de temps, hi havia una sequera severa i les persones van esdevenir alarmades quan molts animals van començar consumir l'aigua i van esgotar el subministrament d'aigua, així que una bruixa local va ajudar a la pobvlació convertint alguns animals en pedres. Les altres roques com la roca de mona, la roca de tortuga, etc., va ser anomenades per diferents animals i avui, sobre el roc de l'elefant s'assenta un gegantí Buda de 88 peus.
Kurunegala fou també un dels districtes en els que la dent sagrada de Buda va ser mantinguda i venerada. En el segle xiii la ciutat va tenir una ciutadella principal però avui només queden encara unes quantes restes del que fou el temple de la dent i uns quants passos de pedra i part d'una porta. Durant el temps de Parakramabahu IV (1302–1326), hi va haver un ressorgiment religiós i els rituals respecte de la relóquia foren re-ordenats d'una manera més sistemàtica segons queda ressenyat al Dalada Sirita.
Més tard després del canvi de capital, la dent sagrada va ser portada a la nova capital Jayavardanapura Kotte més propera a Colombo, pel rei Virabahu però el poder colonial portuguès posterior a 1505 va començar per causar la deterioració de les activitats budistes i tement per la seguretat de la relíquia, va ser ocultada per monjos budistes al regne de Sitawaka governat pel rei Mayadunne. Per un temps es va moure per la zona i col·locada en ubicacions diferents incloent-hi el temple de la cova de Ridivihara aproximadament a 13 milles de Kurunegala i al temple (Vihara) de Delgamuva a Ratnapura. De Ratnapura la dent fou finalment portada al seu actual lloc al temple de la dent, a Senkadagala (Kandy) pel rei Vimaladharmasuriya I (1592–1603). Abas de tots aquests esdeveniments, la dent també havia estat mantingut per un temps a Polonnaruwa, Yapahuwa i Dambadeniya.
Per tot el districte i rodalia, altres jaciments arqueològics i ciutats van ser trobats, datant de períodes diferents. Les capitals més primerenques inclouen la ciutat de Panduvasnuwara en el del nord-oest on els visitants poden veure les restes d'un palau envoltat d'aigua juntament amb monestirs budistes que daten del segle xii, Dambadeniya al del sud-oest, data de meitat del segle xiii, i la fortalesa de Yapahuwa al nord data de vers 1301. Buvanekabahu II va establir Kurunegala com capital del regne al voltant del 1300. El seu fill el va succeir com a Parakramabahu IV.

### Govern del rei Parakramabahu IV
És el rei més gran del període Kurunegala. Va ser conegut com a Panditha Parakramabahu II a causa dels seus serveis cap al budisme, l'educació i la literatura. Els seus serveis i autoritat han estat presenciats fins i tot més enllà de Kurunegala fins a Kandy, Kegalle, Colombo, Ratnapura, Kalutara, Galle i la majoria de les àrees del sud. Va escriure un llibre anomenat Dalatha Siriththa. Va construir el temple Asgiriya Viharaya a Kandy.

### Govern després del rei Parakramabahu IV
Dos reis anomenats Buvanekabahu III i Vijayabahu V (Savulu Vijayabahu) va governar després el regne.

## Cultura

### Educació
Parakramabahu IV el fill de Bhuvanekabahu II era un rei molt assenyat i intel·ligent que també fou conegut com a Panditha Parakramabahu. Fou responsable de l'obra 'Dalada sirita'. Va rebatejar Mahanuwara com a Senkadagale; el rei fou també responsable de traduir llibres en pali al sinhala.

### Literatura
El període Dambadeniya és considerat com l'era daurada de la literatura sinhala. Feines literàries importants com Pansiya panas Jathakaya, Sinhala Thupavamsa, Dalada Siriththa, Sarajothi malai va ser escrites durant el període. Diversos llibres en sinhala, pali i sànscrit va ser escrites en aquest temps. Entre ells llibres de poesia com Kausilumina, Muwadewdawatha, Sidath sangarawa, Buthsarana, Saddharma Rathnawaliya. Les inscripcions en pedra en aquest període inclouen Keulgama mavilipitiya, Narambadde Ududumbara Lipiya, Rambukana Dewala Lipiya, Aluthnuwara Dewala Lipiya, Galapatha Viharaya Shila Lipiya. Parakramabahu II va escriure dos llibres, el Visuddi Marga Sannasa i el Kavisilumina.